# Italienische Badminton-Mannschaftsmeisterschaft 2013
Die Italienische Badminton-Mannschaftsmeisterschaft der Saison 2012/2013 gewann das Team von Mediterranea Badminton.

## Endstand Hauptrunde
| Platz | Team                    | Punkte | Spiele |    | Spielpunkte |    | Sätze |    | Bälle |      |
| ----- | ----------------------- | ------ | ------ | -- | ----------- | -- | ----- | -- | ----- | ---- |
| 1     | Mediterranea Badminton  | 50     | 9      | 45 | 41          | 4  | 84    | 19 | 1743  | 1034 |
| 2     | BC Milano               | 44     | 9      | 45 | 36          | 9  | 73    | 21 | 1804  | 1192 |
| 3     | SSV Bozen               | 38     | 9      | 45 | 31          | 14 | 65    | 30 | 1801  | 1191 |
| 4     | Acqui Badminton         | 35     | 9      | 45 | 30          | 15 | 58    | 38 | 1760  | 1572 |
| 5     | Pol. Fenice             | 26     | 9      | 45 | 21          | 24 | 42    | 54 | 1431  | 1733 |
| 6     | SV Kaltern              | 23     | 9      | 45 | 20          | 25 | 44    | 45 | 1707  | 1514 |
| 7     | Lazio Rom               | 23     | 9      | 45 | 19          | 26 | 40    | 53 | 1460  | 1426 |
| 8     | Boccardo B. Novi        | 20     | 9      | 45 | 17          | 28 | 37    | 57 | 1562  | 1612 |
| 9     | Pol. Parrino            | 8      | 9      | 45 | 7           | 38 | 16    | 77 | 1130  | 1816 |
| 10    | Picentia Badminton Club | 1      | 9      | 45 | 3           | 42 | 8     | 84 | 757   | 1711 |